# Carte de Ferraris

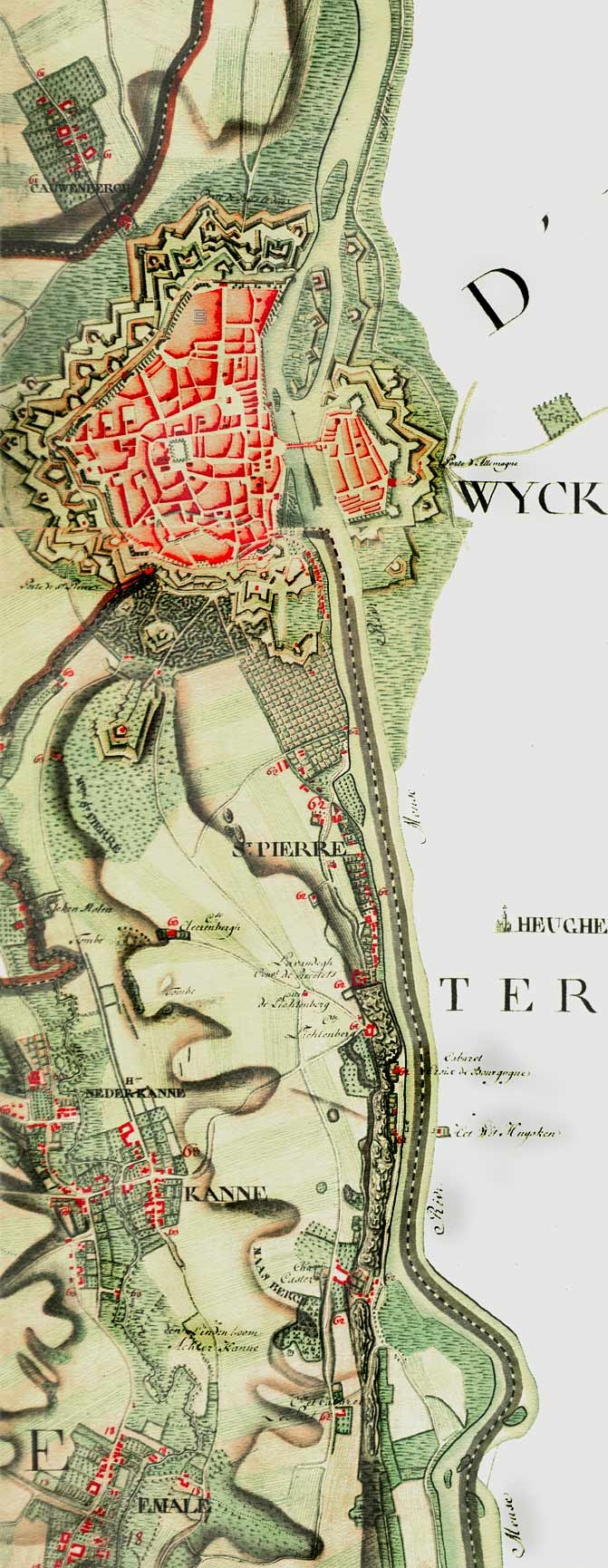
Carte de Maastricht.

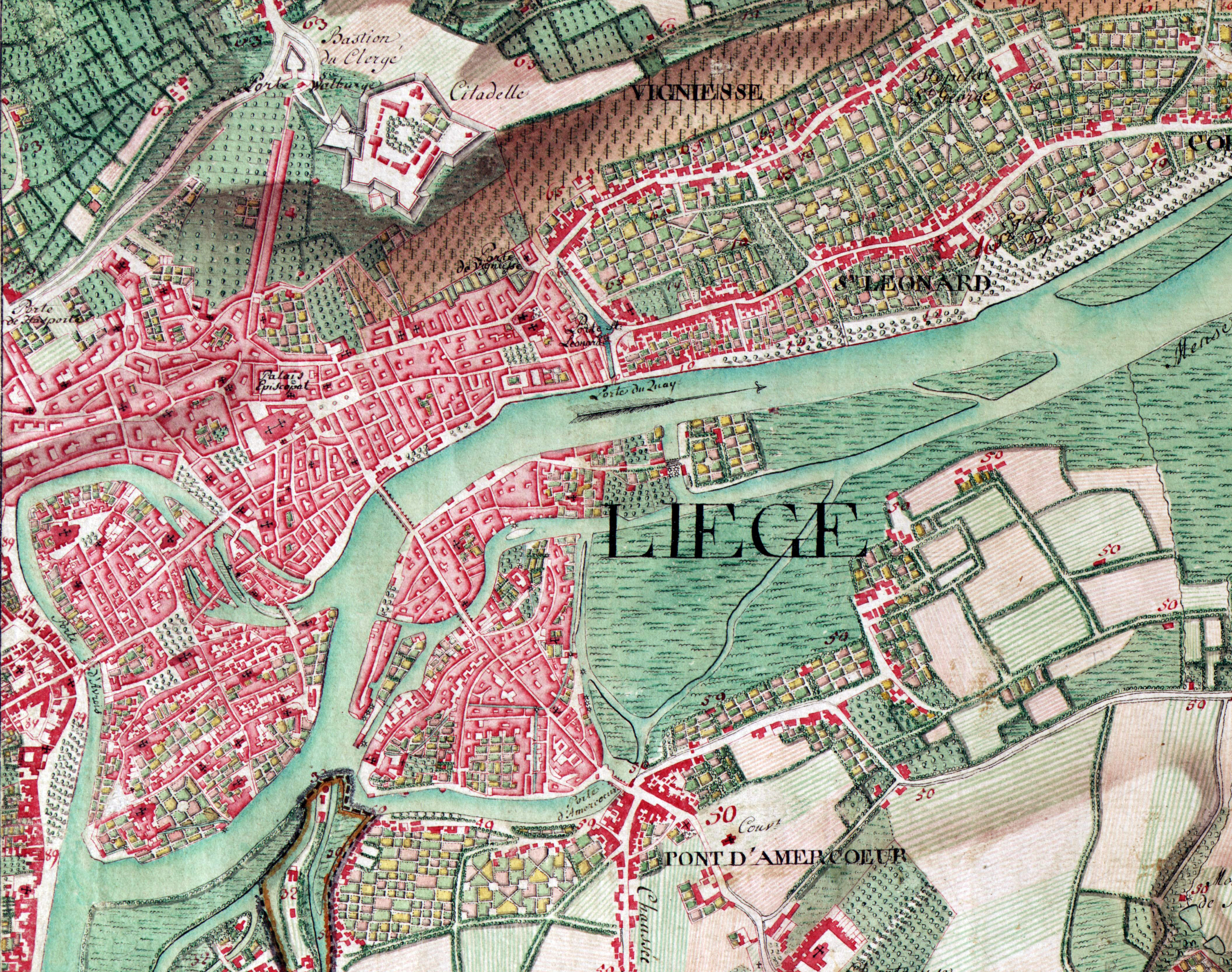
Carte de Liège, alors en principauté de Liège.

La carte de Ferraris ou carte des Pays-Bas autrichiens est une carte historique établie entre 1770 et 1778 par le comte Joseph de Ferraris, directeur de l'école de mathématique du corps d'artillerie des Pays-Bas autrichiens, sur commande du gouverneur Charles-Alexandre de Lorraine. 
Il s'agit de la première[pas clair] cartographie systématique et à grande échelle, aussi bien en Belgique qu'en Europe occidentale[pas clair].

## Historique
Le levé topographique a été effectué sur le territoire  belge et luxembourgeois ainsi que sur une partie des territoires allemands et néerlandais.
Entièrement réalisée et dessinée à la main par des élèves officiers, la carte de Ferraris avait une vocation exclusivement militaire : elle retraçait les éléments stratégiques les plus importants comme des rivières, des ponts ou des chemins creux permettant d'y cacher des troupes.
Elle fut publiée à l'échelle originale du 1/11 520 et compte 275 planchettes. 
Une version « grand public » appelée Carte marchande et réalisée à l'échelle 1/86 400, contient 25 feuilles et avait pour but de couvrir les frais d'établissement de la carte.
Dépourvue de système de référence, la carte indique le relief, l'occupation du sol, l'habitat, le réseau routier et le réseau hydrographique, l'organisation paroissiale ainsi que les limites administratives de l'époque. De nombreuses enclaves sont d'ailleurs visibles. Certaines d'entre elles, appartenant au territoire français en 1770, n'ont été que partiellement cartographiées.
L'ensemble des planches sont consultables sur le site de l'IGN avec l'accord de la Bibliothèque royale de Belgique et ont fait l'objet d'une publication en 2009 en version légèrement réduite (608 pages), sous forme d'un important volume de 51 sur 40 cm et d'un poids de 11,5 kg,. À la suite du succès de cette édition, une nouvelle version de 66 sur 55 cm est publiée en 2017 aux éditions Lannoo.

### Pays-Bas autrichiens, Belgique
- Institut géographique national de Belgique
- Philippe Vandermaelen

### Autres pays
- Carte de Cassini (cartographie de la France à partir de la fin du XVIIe siècle, à grande échelle, mais moindre que celle de Ferraris : 1/84000)